# Thibaut Courtois
Thibaut Nicolas Marc Courtois (Bree, 11. svibnja 1992.) belgijski je profesionalni nogometaš koji igra za španjolski klub Real Madrid i belgijsku nogometnu reprezentaciju kao vratar.
Courtois je prošao omladinsku nogometnu školu Genka, a od 18 godina igrao je ključnu ulogu u osvajanju naslova belgijske Pro League. U srpnju 2011. godine pridružio se Chelseaju za navodnih 8 milijuna funti, a odmah je otišao na posudbu u Atlético Madrid. U tri sezone tamo je osvojio Europsku ligu 2012., Kup kralja 2013. i La Liga naslov u 2014. godini. Također je osvojio trofej Ricardo Zamora za najboljega vratara u La Ligi, za svoje nastupe u posljednja dvije sezone. U sezonama 2012./13. i 2013./14. osvojio je Trofej Ricardo Zamora. Courtois se vratio u Chelsea u srpnju 2014., a u svojoj prvoj sezoni pomagao je osvajanju Engleskoga Liga kupa i naslova Premier lige.
Od svojih dvadesetih, smatran je jednim od najboljih vratara na svijetu.
Courtois je svoj seniorski međunarodni debi imao 2011. godine. Igrao je za Belgiju na Svjetskom prvenstvu 2014. i Svjetskom prvenstvu 2018. Na Svjetskom prvenstvu 2018. je osvojio zlatnu rukavicu za najboljeg golmana svjetskog prvenstva.

## Vanjske poveznice
- Thibaut Courtois  Arhivirana inačica izvorne stranice od 18. srpnja 2014. (Wayback Machine) na Atlético Madrid.com
- Thibaut Courtois  Arhivirana inačica izvorne stranice od 18. lipnja 2018. (Wayback Machine) na belgianfootball.be
- Thibaut Courtois  Arhivirana inačica izvorne stranice od 21. ožujka 2021. (Wayback Machine) na oneversusone.com